# Wiktor Lubecki
Wiktor Lubecki – oboźny piński, poseł powiatu pińskiego na sejm grodzieński (1793).